# István Osztrics
István Osztrics (Boedapest, 25 december 1949) is een Hongaars voormalig schermer.

## Carrière
Osztrics werd bij zijn eerste deelname aan de Olympische Spelen in 1972 meteen Olympisch kampioen met de Hongaarse degenploeg een prestatie die ze de volgende twee Spelen niet meer konden herhalen. In 1976 werd hij vierde individueel en in team en nog eens vier jaar later pas tiende en achtste met de ploeg.
Hij werd eenmaal wereldkampioen, eenmaal zilver en driemaal brons waarvan een keer individueel.

## Resultaten

### Olympische Zomerspelen
| Jaar | Plaats   | Resultaten              |
| ---- | -------- | ----------------------- |
| 1972 | München  | degen team              |
| 1976 | Montreal | 4e degen 4e degen team  |
| 1980 | Moskou   | 10e degen 8e degen team |

### Wereldkampioenschappen schermen
| Jaar | Plaats    | Resultaten         |
| ---- | --------- | ------------------ |
| 1973 | Göteborg  | degen team         |
| 1974 | Grenoble  | degen team         |
| 1975 | Boedapest | degen · degen team |
| 1978 | Hamburg   | degen team         |

1908: Alibert, Berger, Collignon, Gravier, Lippmann, Olivier, Stern ·
1912: H. Anspach, P. Anspach, Hennet, Ochs, Salmon, Willems ·
1920: Allocchio, Bozza, Canova, Costantino, Marrazzi, A. Nadi, N. Nadi, Olivier, Thaon di Revel, Urbani ·
1924:  Buchard, Ducret, Gaudin, Labatut, Liottel, Lippmann, Tainturier ·
1928:  Agostoni, Basletta, M. Bertinetti, Cornaggia-Medici, Minoli, Riccardi ·
1932: Buchard, Cattiau, Jourdant, Piot, Schmetz, Tainturier ·
1936: Brusati, Cornaggia-Medici, E. Mangiarotti, Pezzana, Ragno, Riccardi ·
1948: Artigas, Desprets, Guérin, Huet, Lepage, Pécheux ·
1952: Battaglia, F. Bertinetti, Delfino, D. Mangiarotti, E. Mangiarotti, Pavesi ·
1956: Anglesio, F. Bertinetti, Delfino, E. Mangiarotti, Pavesi, Pellegrino ·
1960: Delfino, E. Mangiarotti, Marini, Pavesi, Pellegrino, Saccaro ·
1964: Bárány, Gábor, Kausz, Kulcsár, Nemere ·
1968: Fenyvesi, Kulcsár, Nagy, Nemere, P. Schmitt ·
1972: Erdős, Fenyvesi, Kulcsár, Osztrics, P. Schmitt ·
1976: Edling, Von Essen, Flodström, Högström, Jacobson ·
1980: Boisse, Gardas, Picot, Riboud, Salesse ·
1984: Borrmann, Fischer, Heer, Nickel, Pusch ·
1988: Delpla, Henry, Lenglet, Riboud, Srecki ·
1992: Borrmann, Felisiak, Proske, Resnitstsjenko, A. Schmitt ·
1996: Cuomo, Mazzoni, Randazzo ·
2000: Mazzoni, Milanoli, Randazzo, Rota ·
2004: Boisse, F. Jeannet, J. Jeannet, Obry ·
2008: F. Jeannet, J. Jeannet, Robeiri ·
2016: Borel, Grumier, Jérent, Lucenay ·
2020: Kano, Minobe, Yamada, Uyama ·
2024: Koch, Andrásfi, Siklósi, Nagy